# Battaglione "Somalia"
Il 60º Battaglione autonomo fucilieri motorizzato d'assalto delle guardie "M.S. Tolstych" (in russo 60-й отдельный гвардейский мотострелковый батальон (штурмовой) имени М. С. Толстых?, 60-j otdel'nyj gvardejskij motostrelkovyj batal'on (šturmovoj) imeni M. S. Tolstych, unità militare 42896) è un'unità di fanteria meccanizzata delle Forze terrestri russe, formata nel 2015 come Battaglione "Somalia" (in russo Батальон «Сомали»?, Batal'on «Somali») delle Forze secessioniste del Donbass della Repubblica Popolare di Doneck.

## Storia
L'unità è stata fondata nell'estate 2014 come Compagnia autonoma "Somalia" a Ilovajs'k, città natale del suo primo comandante, Michail Tolstych. Nella stessa estate ha preso parte alla battaglia di Ilovajs'k, tra settembre 2014 e gennaio 2015 ha preso parte alla seconda battaglia dell'aeroporto di Donec'k. 

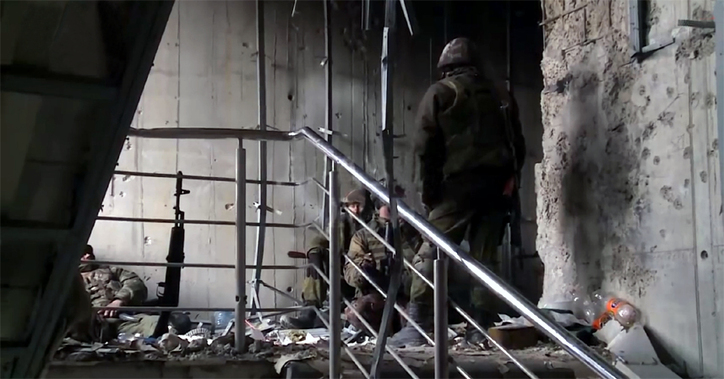
Membri del battaglione Somalia nel terminal dell'aeroporto di Donec'k nel gennaio 2015

Nell'autunno 2014 la compagnia è stata espansa per costituire un battaglione ed è stata schierata come 1º Gruppo tattico di battaglione "Somalia", il quale nella primavera del 2015 è stato riorganizzato nel 1º Battaglione corazzato "Somalia" (unità militare 08809), ricevendo carri armati T-64 e T-72. L'unità è stata nuovamente riorganizzata nel settembre 2017, diventando un battaglione di fanteria meccanizzata e assumendo la denominazione di 13º Battaglione fucilieri motorizzato d'assalto "Somalia" (in russo 13-й Отдельный гвардейский мотострелковый штурмовой батальон «Сомали»?, unità militare 08828). Con decreto del Presidente della Repubblica Popolare di Doneck il 12 febbraio 2016 il battaglione è stato insignito del titolo di unità delle guardie. A inizio 2017 ha preso parte alla battaglia di Avdiïvka.
Il nome dell'unità è dovuto al fatto che, secondo Tolstych, i suoi membri erano intrepidi come pirati somali. Il 4 febbraio 2015 l'unità, insieme a ogni ente delle repubbliche di Doneck e Lugansk, è stata dichiarata organizzazione terroristica dalla Corte suprema dell'Ucraina.
L'8 febbraio 2017 Tolstych è stato assassinato nel suo ufficio con un lanciarazzi termobarico RPO-A Shmel da alcuni agenti del Servizio di sicurezza dell'Ucraina. In seguito alla sua morte il vice capo di stato maggiore del battaglione Egor Volčkov "Sonny” è stato promosso a comandante del reparto e l'unità venne intitolata a Tolstych.
Durante l'invasione russa dell'Ucraina del 2022 il battaglione Somalia è stato coinvolto nei combattimenti sul fronte di Avdiïvka, nella battaglia di Mariupol' e negli scontri nei dintorni del villaggio di Pisky e nei villaggi alla periferia di Donec'k.
Il 3 aprile il sito web della Repubblica Popolare di Doneck ha pubblicato un video in cui il leader della DPR Denis Pušilin si congratula con il tenente anziano Roman Vorob’ëv del battaglione di fucilieri motorizzata "Somalia". Nel video il tenente indossa due toppe sul braccio destro: in una è raffigurato il Totenkopf (usato dalla 3ª divisione SS Panzer Totenkopf e dall'SS-Totenkopfverbände) e nell'altra il Valknut, un antico simbolo nordico associato al dio Odino, utilizzato anche dai movimenti di estrema destra (il Battaglione neonazista "Rusič" lo ha adottato come proprio simbolo). La parte del video in cui si mostra Vorobëv è stata rimossa successivamente. L'ufficiale Vorob’ëv, che si era distinto particolarmente nella battaglia di Mariupol', è deceduto in combattimento il 5 giugno 2023 ed è stato insignito postumamente della suprema onorificenza al valore di Eroe della Federazione Russa.
Il battaglione Somalia si è particolarmente distinto durante la battaglia di Mariupol del marzo-maggio 2022; i miliziani, dopo essere entrati da nord nell'area urbana della città, hanno superato progressivamente l'accanita resistenza dei reparti ucraini accerchiati, combattendo aspre battaglie nelle strade e negli edifici, e sono arrivati fino alla costa del Mar d'Azov. Alla fine del 2022 tutte le unità della Milizia Popolare di Doneck sono state integrate nell'esercito regolare russo, venendo subordinate all'8ª Armata combinata e l'unità è stata riorganizzata nell'attuale 60º Battaglione fucilieri motorizzato.
Dopo la conclusione della lunga battaglia l'unità è stata trasferita a nord sul fronte di Doneck e Avdiivka, dove ha combattuto ininterrottamente fino all'inverno 2023-24, partecipando alle logoranti battaglie per Pisky, Mar"ïnka e Pervomais'ke. Per queste battaglie, il comandante dell'unità Timur Kurilkin è stato insignito del titolo di Eroe della Russia.

## Comandanti
- Colonnello Michail "Givi" Tolstych (2014 - 2017)
- Egor "Sonny" Volčkov (2017)
- Colonnello Timur Kurilkin (2017 - 2023)[15]

## Equipaggiamento

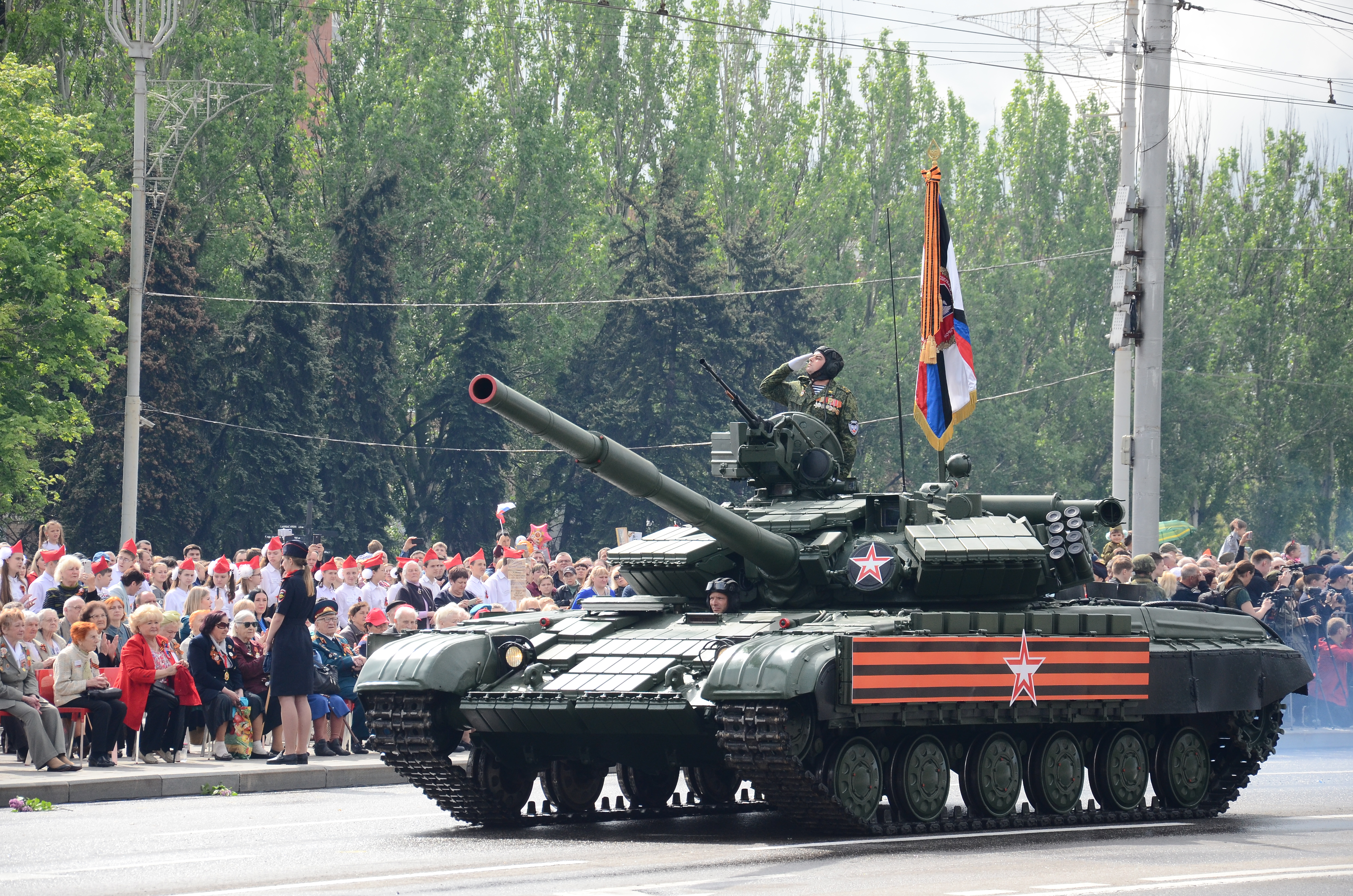
T-64 del battaglione Somalia alla parata della vittoria di Donec'k del 2019

- T-64
- T-72[16]
- BMP-1[17]
- BMP-2[18]
- BTR-80[17]
- 122 mm D-30[19]
- Ural-4320